# Martin Nielsen (1900–1962)

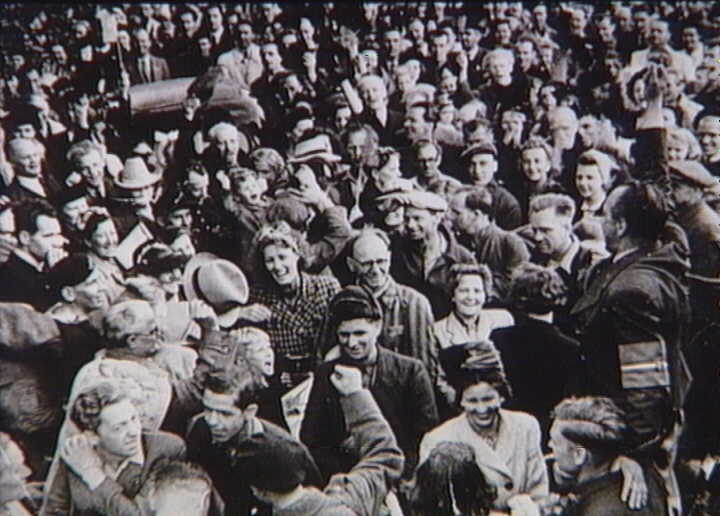
Duńscy więźniowie wyzwoleni z KL Stutthof, brak informacji, czy na zdjęciu jest M. Nielsen.

Martin Nielsen (ur. 1900 w Gødvad Sogn, zm. 1962 w Kopenhadze) – duński polityk i parlamentarzysta, więzień KL Stutthof, autor wspomnień zatytułowanych Raport ze Stutthofu.

## Życiorys
Był synem Sørena Pedra Nielsen oraz Ane Kristine f. Adamsen. Od 1920 r. został członkiem Komunistycznej Partii Danii (DKP). W 1928-1930 wyjechał studiować do ZSRR.
Zanim został wybrany do parlamentu pracował m.in. w mleczarni. Aresztowany przez Gestapo 22 czerwca 1942, następnie deportowany z więzienia Vestre do obozu Horserød.
2 października 1943 r. wraz z innymi duńskimi więźniami został wysłany do KL Stutthof.
W styczniu 1945 r. wyszedł z obozu w tzw. Marszu Śmierci. Swoje wspomnienia obozowe spisał w książce wydanej pod tytułem Raport ze Stutthofu. Przedstawił w nim niezwykle wiernie obozową rzeczywistość.
W 1934 poślubił Agnes Dorą z d. Seligmann. Ze związku z Agnes Dora mieli syna Antona Nielsena, również członka Komunistycznej Partii Danii, przewodniczącego forum antyfaszystowskiego, FIR.
Martin Nielsen został pochowany na cmentarzu Bispebjerg w Kopenhadze.